# مارغريت مور
مارغريت مور هي كاتِبة كندية، ولدت في 1956 في نياجارا فولز في كندا.